# Horizontina
Horizontina är en stad och kommun i delstaten Rio Grande do Sul i södra Brasilien. Folkmängden i kommunen uppgick år 2014 till cirka 19 000 invånare.

## Administrativ indelning
Kommunen var 2010 indelad i två distrikt:
- Cascata
- Horizontina

## Kända personer från Horizontina
- Gisele Bündchen, supermodell